# Phyllomyias cinereiceps
Phyllomyias cinereiceps là một loài chim trong họ Tyrannidae.